# Leonel Suárez
Leonel Suárez (* 1. září 1987, Holguín) je kubánský atlet, který se věnuje víceboji.
Na letních olympijských hrách v Pekingu 2008 nasbíral celkově 8 527 bodů a získal bronzovou medaili. Na druhého Bělorusa Andreje Kravčenka ztratil 24 bodů. O rok později vybojoval stříbro na světovém šampionátu v Berlíně ziskem 8 640 bodů. K zisku stříbrné medaile mu také pomohlo vítězství v oštěpařské části, kde poslal oštěp do vzdálenosti 75,19 metru a získal 969 bodů. Na halovém MS 2010 v katarském Dauhá obsadil v sedmiboji 7. místo.

## Osobní rekordy
- sedmiboj (hala) – 5 959 bodů – 8. února 2009, Tallinn
- desetiboj (dráha) – 8 654 bodů – 4. července 2009, Havana